# Rapti Bobani (Trebinje)
Pour les articles homonymes, voir Rapti Bobani.
Rapti Bobani (en serbe cyrillique : Рапти Бобани) est un village de Bosnie-Herzégovine. Il est situé sur le territoire de la ville de Trebinje et dans la république serbe de Bosnie. Selon les premiers résultats du recensement bosnien de 2013, il ne compte plus aucun habitant.
Après la guerre de Bosnie-Herzégovine et à la suite des accords de Dayton (1995), le territoire de Rapti Bobani, qui faisait entièrement partie de la municipalité de Trebinje, a été partiellement rattaché à la municipalité de Ravno, nouvellement recréée et intégrée à la fédération de Bosnie-et-Herzégovine.

## Géographie
Le village est entouré par les localités suivantes :
|                              | Poljice Popovo                       |         |
| Municipalité de Ravno (FBiH) | Rapti Bobani                         | Diklići |
|                              | Municipalité de Ravno (FBiH) Diklići |         |

## Démographie

### Évolution historique de la population dans la localité
| 1948 | 1953 | 1961 | 1971 | 1981 | 1991 | 2013 |
| ---- | ---- | ---- | ---- | ---- | ---- | ---- |
| -    | -    | 96   | 72   | 37   | 24   | 10   |

|  |

### Répartition de la population par nationalités (1991)
En 1991, les 24 habitants du village étaient tous serbes.